# こん棒投
こん棒投（こんぼうなげ）は、パラ陸上競技の投擲種目のひとつ。フィールドに向けてこん棒を投げ、飛距離を競う。
競技大会での表記は「こん棒投」だが、メディアなどでは「こん棒投げ」とも表記される。

## 概要
健常者の陸上競技にはないパラ陸上競技の独自種目で、他の投擲種目において握力がなくて握れないなど重い障がいを持つ選手のために考案された。出場できるのは障がいクラスがF31、32（重度の脳性まひがある車いす使用者）やF51（重度の切断・機能障がいがある車いす使用者）などの選手に限られている。
パラリンピックでは第1回大会の1960年ローマパラリンピックより採用され、1992年バルセロナパラリンピックから一旦男子のみとなったが、2012年ロンドンパラリンピックより再び男女揃って実施されている。
日本では競技人口が少ないが、2000年シドニーパラリンピックでは日本の安陵武文が銀メダルを獲得している。

## ルール

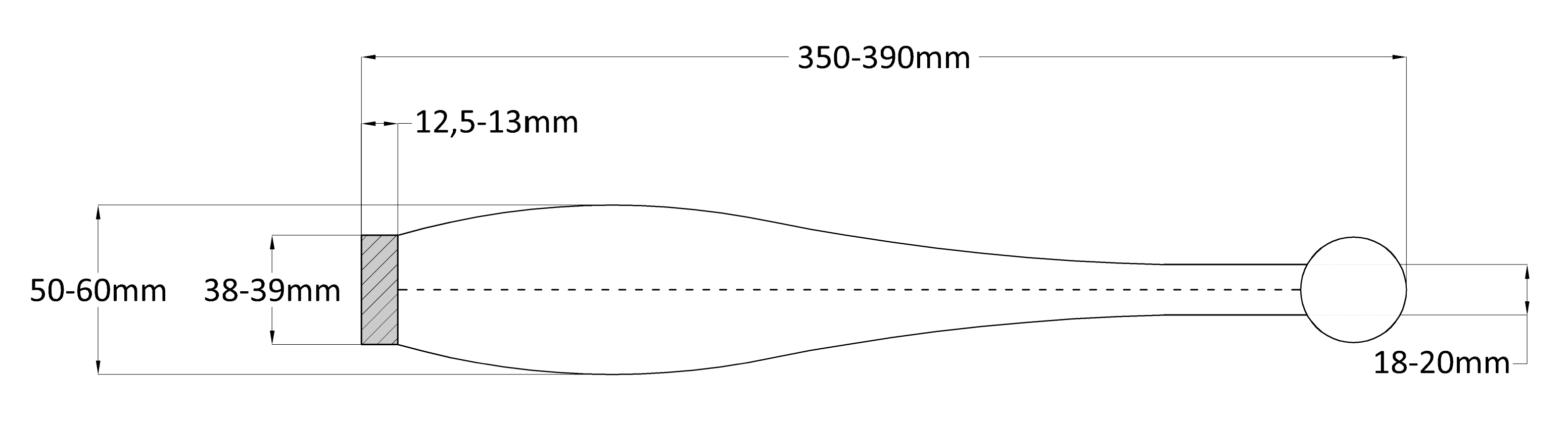
こん棒

基本的にやり投と同じルールで行われる。使用するこん棒は長さ約40cm、重さ397g、材質は木材で先端に金属がついている。
選手は投擲サークルに固定された車いすや台に座り、体が浮かないようにベルトで固定して投擲を行う。こん棒の投げ方は自由で、フィールドのほうを向いて投げる方法のほか、後ろ向きで頭上越しに投げたり横向きで腕を左右に振って投げたりなど、選手ごとにさまざまなスタイルで行われる。